# マダガスカルガモ
マダガスカルガモ （学名：Anas melleri）は、カモ目カモ科に分類される鳥類の一種。

## 分布
マダガスカル島（固有種）

## 形態
特徴は写真参照。

## 絶滅危惧評価
- ENDANGERED (IUCN Red List Ver. 3.1 (2001))
[1]

生息数推定2,000 - 5,000羽
継続的減衰傾向にある。

## 参照・注釈
1. ↑  Anas melleri  (Species Factsheet by BirdLife International)